# Gabriel Théry
Gabriel Théry OP (* 12. Juni 1891; † 27. Januar 1959) war ein französischer Historiker und Theologe. Er publizierte auch unter dem Pseudonym Hanna Zakarias.
Am 1. Oktober 1910 trat Théry dem Dominikanerorden bei. Nach dem Noviziat legte er am 2. Oktober 1911 die zeitliche und am 3. Oktober 1914 in Saulchoir die ewige Profess ab. Am 13. August 1916 wurde er in Tournai zum Priester geweiht.
1916 gründete er zusammen mit Étienne Gilson die Zeitschrift Archiv für Lehr- und Literaturgeschichte des Mittelalters. Von 1922 bis 1929 lehrte er an der Universität zu Saulchoir. 1929 wurde er zum Archivar der Dominikaner ernannt. 1930 übernahm er die Leitung des Dominikanischen Historischen Instituts von St. Sabina in Rom und gründete dort die Zeitschrift Archivum Fratrum Praedicatorum. In dieser Zeit galt seine Forschung vor allem den Einflüssen der arabischen Philosophie auf die westliche Philosophie des Mittelalters.
Théry war auch politisch aktiv. Als Freund des französischen Ministers Anatole de Monzie versuchte er die Politik Italiens zu einer stärkeren Annäherung an Frankreich und damit verbunden einer Abkehr von Deutschland zu bewegen. Von 1940 bis 1945 lebte Théry in Nordafrika. In Oran schloss er sich einer Widerstandsgruppe an und half die amerikanische Landung in Nordafrika vorzubereiten.
1945 erhielt Théry eine Professur am Katholischen Institut in Paris.
1955 veröffentlichte er unter dem Pseudonym Hanna Zakarias das umstrittene Werk L’Islam, entreprise juive : de Moïse à Mohammed., das in englischer und französischer Sprache erschien. Théry vertritt hier die These, dass Mohammed nicht der Prophet einer neuen Religion sei, sondern vielmehr der Islam ein Abbild der jüdischen Lehre, die Mohammed von einem in Mekka lehrenden Rabbiner erfahren habe. Die Veröffentlichung des Werkes unter einem Pseudonym war erforderlich geworden, weil der Dominikanerorden die Imprimatur verweigert hatte. Obwohl diese Theorie zeitweise eine gewisse Popularität erlangte, findet sie heute keine Gefolgschaft mehr.